# Centro Vasco da Gama
O Centro Vasco da Gama é um centro comercial localizado em Lisboa, na freguesia do Parque das Nações. É gerido pela Sonae Sierra.
Foi inaugurado a 21 de abril de 1999.
Localizado junto à Gare do Oriente dispõe de acessos por comboio, metro e autocarro.
O centro tem 51.501 metros quadrados de área bruta locável, com cerca de 170 lojas, onde se incluem 33 restaurantes, 6 salas de cinema, um Health Club e diversos serviços de atendimento ao cliente. Dispõe também de estacionamento coberto com capacidade para 2.523 lugares.
O seu nome é uma homenagem a Vasco da Gama, descobridor do caminho marítimo para a Índia.

## Prémios
- 2000
  - Mercado Internacional de Profissionais de Imobiliário — Prémio Internacional de melhor centro comercial[5]
  - Conselho Internacional de Centros Comerciais — Prémios ICSC do Centro Comercial Europeu[6]

- 2004
  - Conselho Internacional de Centros Comerciais — Prémios ICSC Solal de Marketing – Mérito[7]